# Tarczyn
Tarczyn – miasto w województwie mazowieckim, w powiecie piaseczyńskim, siedziba gminy miejsko-wiejskiej Tarczyn. Do 1954 siedziba wiejskiej gminy Komorniki. W latach 1975–1998 miejscowość administracyjnie należała do województwa warszawskiego. Był miastem duchownym.
Przez miasto przepływa Tarczynka, niewielka rzeka dorzecza Wisły, lewy dopływ Jeziorki. Według danych z 31 grudnia 2012 miasto miało 4121 mieszkańców.
Miasto założone w 1353 roku. Miasto kolegiaty św. Jana w Warszawie w drugiej połowie XVI wieku, w 1406 roku stanowiło uposażenie proboszcza kapituły warszawskiej, w drugiej połowie XVI wieku położone było w powiecie tarczyńskim ziemi warszawskiej województwa mazowieckiego.

## Demografia

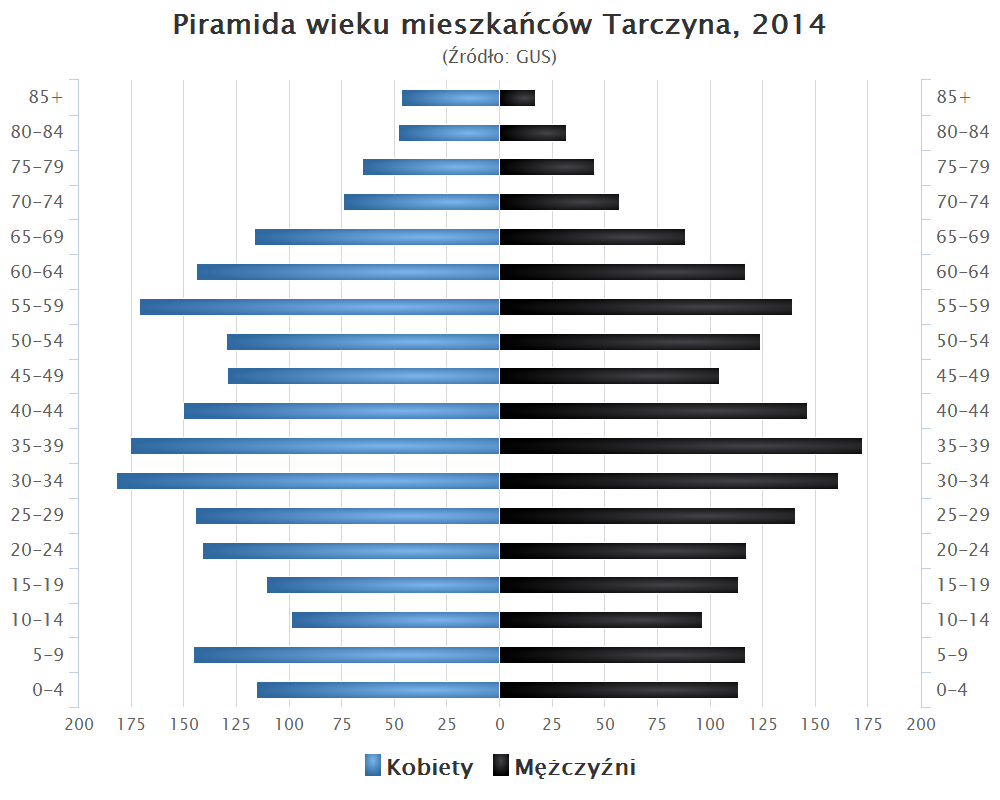
Piramida wieku mieszkańców Tarczyna w 2014 roku

## Historia

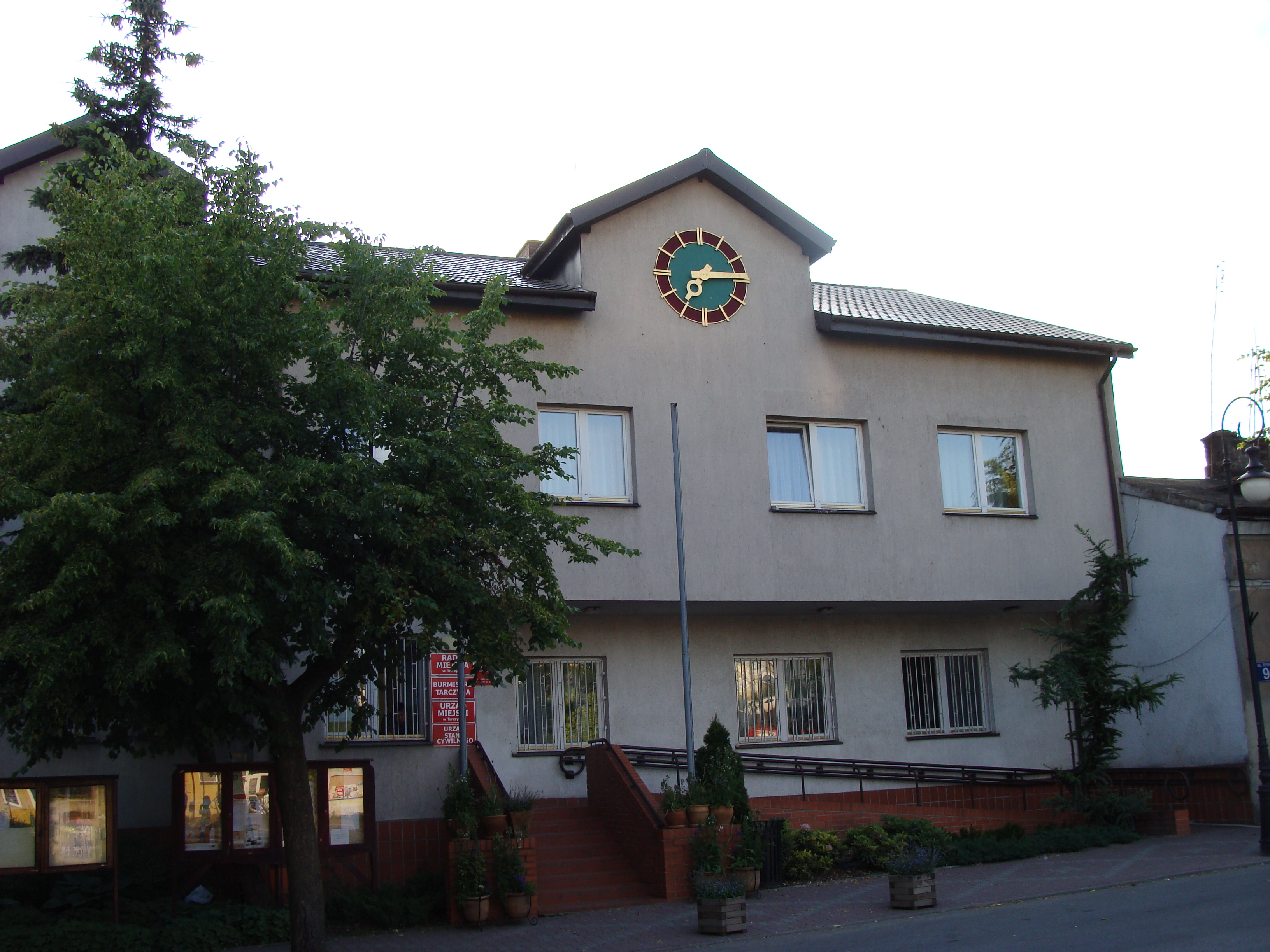
Urząd Miejski w Tarczynie

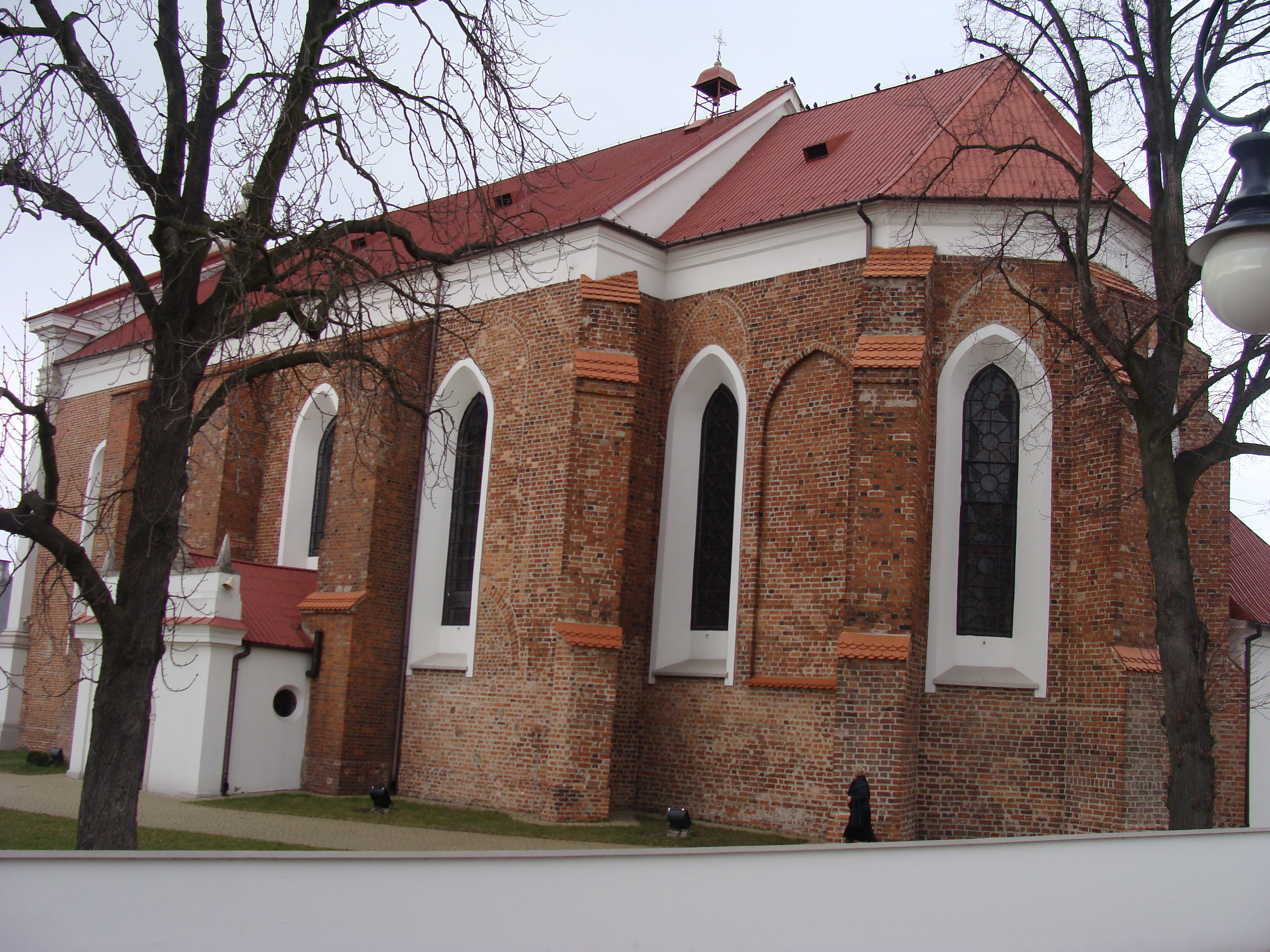
Kościół św. Mikołaja w Tarczynie

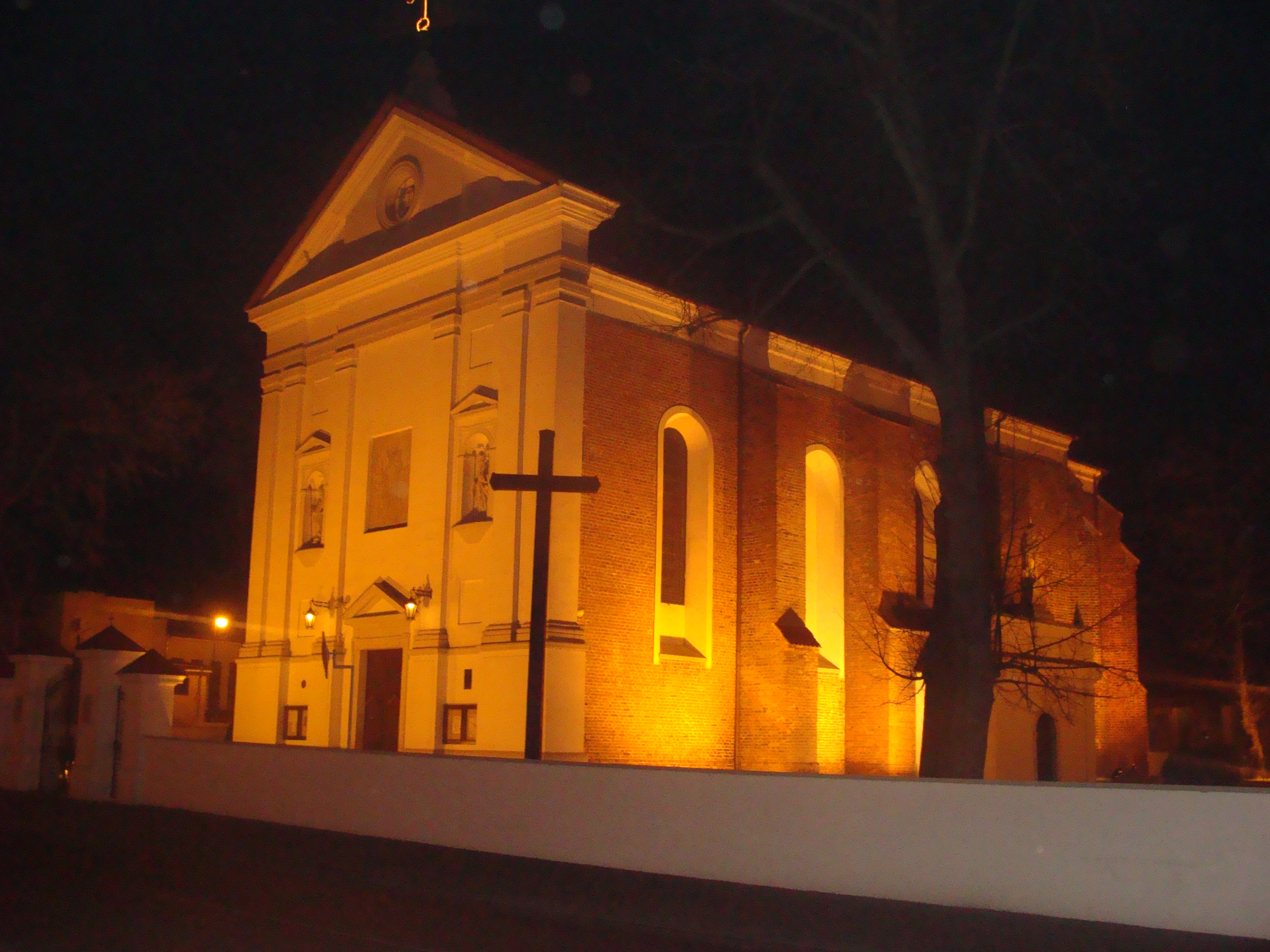
Kościół nocą

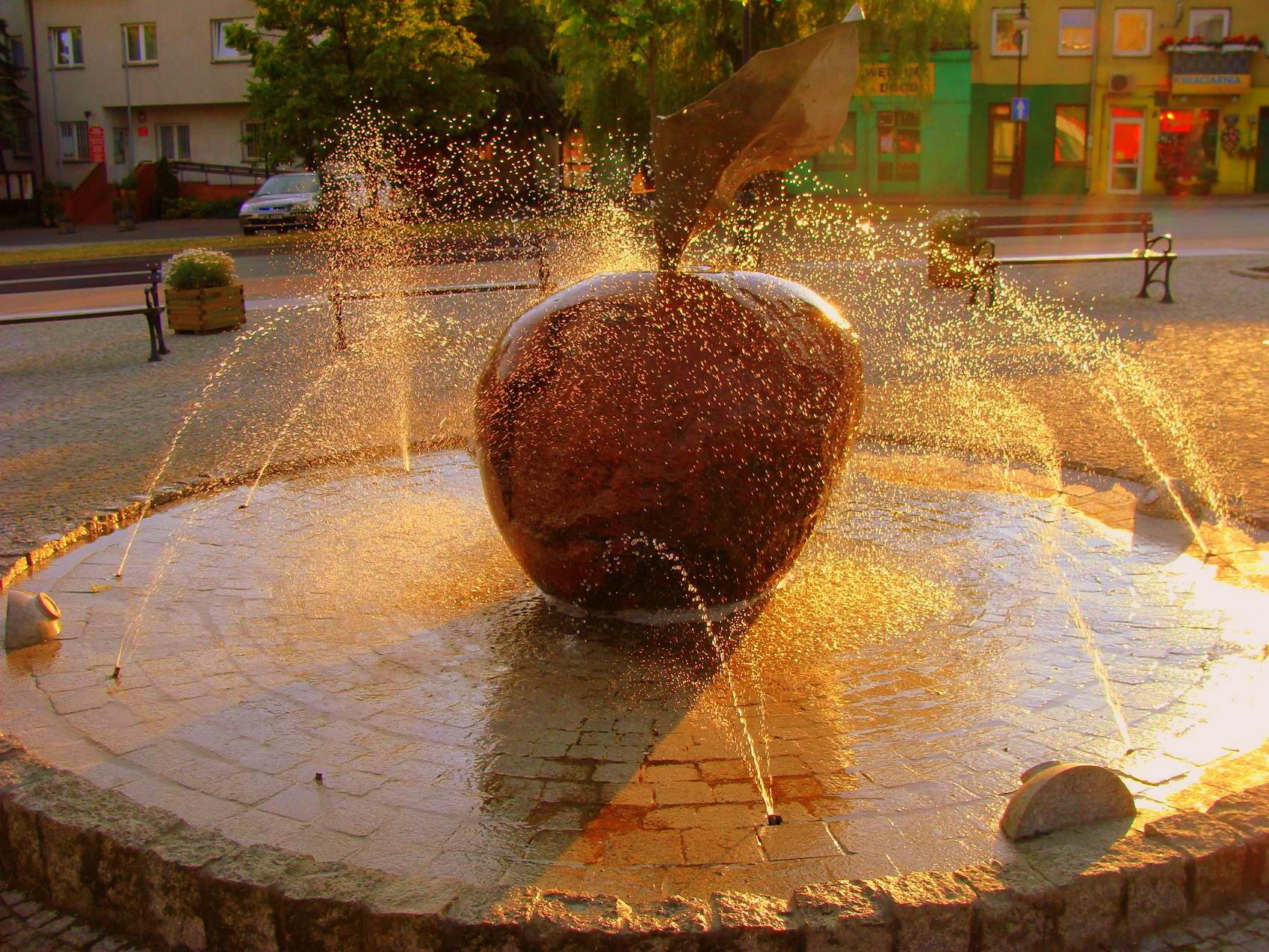
Fontanna na rynku

Od XII do XIV w. był książęcą osadą targową i wsią parafialną oraz węzłem dróg południowego Mazowsza. Prawa miejskie uzyskał w 1353. W okresie konfederacji barskiej w okolicach działał oddział partyzancki Józefa Sawy Calińskiego. Podczas powstania styczniowego liczne potyczki, w wyniku represji w 1870 Tarczyn utracił prawa miejskie. W 1914 uruchomiono kolejkę wąskotorową łączącą Tarczyn z Grójcem i Warszawą. Na początku XX w. ośrodek ruchu ludowego, podczas II wojny światowej działalność oddziałów partyzanckich Batalionów Chłopskich i Armii Krajowej. 
Podczas okupacji hitlerowskiej, w grudniu roku Niemcy utworzyli getto dla żydowskich mieszkańców. Przebywało w nim około 1600 Żydów. 28 lutego 1941 zostali wywiezieni do getta w Warszawie, a stamtąd do obozu zagłady Treblinka II i tam zamordowani.
Po zakończeniu II wojny światowej odbudowano zniszczenia, w 1953 uruchomiono kolej normalnotorową do Skierniewic. W 1968 uruchomiono duże Zakłady Przemysłu Owocowo-Warzywnego, w tym okresie rozbudowano fabrykę urządzeń handlowych. 1 stycznia 2003, po 134 latach Tarczyn odzyskał prawa miejskie. W tym samym roku odłączył się od powiatu grójeckiego i przyłączył do piaseczyńskiego.

## Dane ogólne
W Tarczynie znajduje się kościół z XVI w., pw. św. Mikołaja, zbudowany w stylu gotyckim. Znajdowała się tu siedziba firmy „Perffetii van-melle” produkująca m.in. cukierki Mentos.
Z Tarczynem związana jest m.in. Irena Sendlerowa (1910–2008), mieszkanka tego miasta w latach międzywojennych, która podczas II wojny światowej uratowała z getta warszawskiego ok. 2500 dzieci żydowskich. I. Sendlerowa – odznaczona m.in. Orderem Orła Białego, medalem „Sprawiedliwy Wśród Narodów Świata” i Orderem Uśmiechu. Była zgłoszoną polską kandydatką do Pokojowej Nagrody Nobla. W połowie 2007 władze samorządowe gminy Tarczyn przyznały I. Sendlerowej wyróżnienie Honorowy Obywatel Miasta Tarczyna.
Gmina Tarczyn to miejsce posiadające liczne atrakcje, np. wspomniany gotycki kościół pw. św. Mikołaja w Tarczynie, modrzewiowy kościółek z 1538 w Rembertowie, lasy Chojnowskiego Parku Krajobrazowego, unikalne ekosystemy Warszawskiego Obszaru Chronionego Krajobrazu, stadniny koni, bazę turystyczną oraz kursującą kolejkę wąskotorową z 1914 roku, która nadal przewozi turystów i jest najcenniejszym miejscowym zabytkiem techniki.
W latach 1997–2010 nagrywano tu serial Złotopolscy.

## Edukacja
- Publiczne Liceum im. Ireny Sendlerowej w Tarczynie, ul. Księdza Czesława Oszkiela 1
- Zespół Szkół im. Szarych Szeregów w Tarczynie, ul. Szarych Szeregów 8
- Publiczna Szkoła Podstawowa im. Juliana Stępkowskiego w Tarczynie, ul. J. Stępkowskiego 11

## Transport

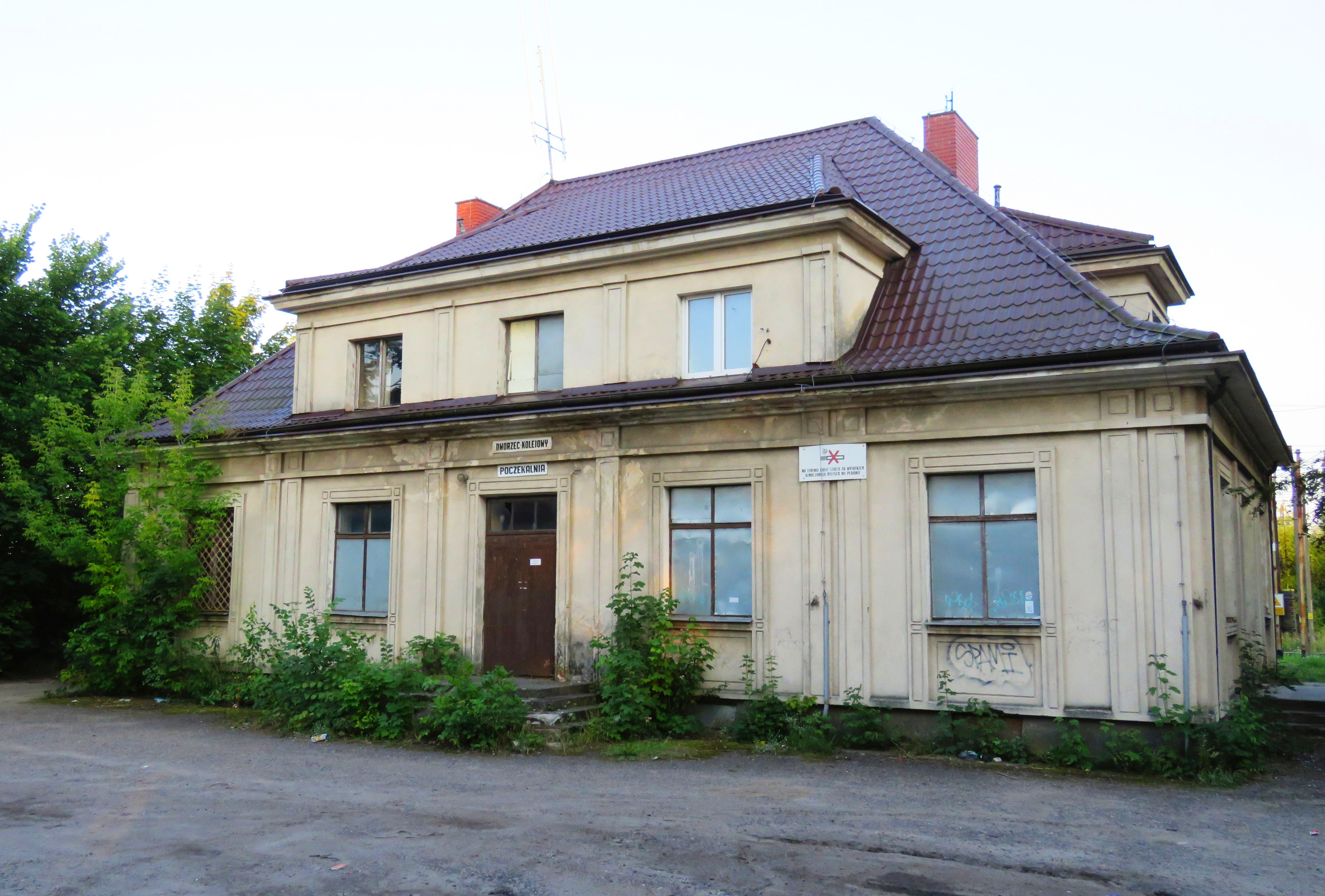
Budynek stacji kolejowej w Tarczynie, która nie obsługuje obecnie pociągów pasażerskich

Przez miasto przebiega trasa międzynarodowa E-77 i linia kolejowa nr 12 Łuków – Skierniewice. Na wschód od Tarczyna znajduje się stacja wąskotorowej Grójeckiej Kolei Dojazdowej.

## Wspólnoty wyznaniowe
- Kościół rzymskokatolicki (dekanat tarczyński):
  - parafia św. Mikołaja BM w Tarczynie
- Świadkowie Jehowy:
  - zbór Tarczyn (Sala Królestwa)[11]